# Österreichische Mathematik-Olympiade

Logo ÖMO

Die österreichische Mathematik-Olympiade ist ein Wettbewerb für Schüler im Fach Mathematik. Als Vorbereitung darauf gibt es eine gleichnamige unverbindliche Übung, bei der zwei Stunden in der Woche Beispiele gerechnet werden und Theorie gelernt wird. Durch die Mathematik-Olympiade soll hauptsächlich logisches Denken und Problemlösen gefördert werden.
Die erste österreichische Mathematik-Olympiade fand 1970 statt, seitdem wird sie jährlich abgehalten.

## Geschichte
1968 erhielt Österreich die erste Einladung zur Teilnahme an der seit 1959 stattfindenden internationalen Mathematik-Olympiade vom damaligen Gastgeberland, der Sowjetunion (UdSSR). Das Unterrichtsministerium, federführend vertreten durch Eduard Szirucsek (1935–1996), entsandte 1968 und im darauffolgenden Jahr Beobachter zu den Wettbewerben, die feststellten, dass das Niveau der mathematischen Schulbildung in Österreich nicht ausreichend für eine erfolgreiche Teilnahme war. Daraufhin wurden Vorbereitungskurse eingerichtet und dafür interessierte Mathematiklehrer gewonnen.
1970 fand die erste österreichische Mathematik-Olympiade statt und Österreich nahm zum ersten Mal an der internationalen Mathematik-Olympiade teil. Bis 2014 war Gerd Baron wissenschaftlicher Leiter. 2014 wurde dieses Amt von Clemens Heuberger übernommen.

## Wettbewerbe

### Kurswettbewerb
Der Kurswettbewerb ist der erste Wettbewerb. Er dauert drei Stunden und findet im Vorbereitungskurs statt. Der Kurswettbewerb wird vom jeweiligen Kursleiter erstellt und korrigiert. Die besten 5 Schüler dürfen ein paar Wochen später zum Regionalwettbewerb für Fortgeschrittene fahren. In dem Fall, dass ein oder mehrere Schüler des Kurses im Vorjahr entweder an der Bundeswettbewerb-Finalrunde teilgenommen haben oder Landessieger beim Junior-Regionalwettbewerb geworden sind, zählen sie nicht zu den 5 möglichen Teilnehmern, die jeder Kursleiter zum Regionalwettbewerb mitnehmen darf.

### Qualifikationswettbewerb
Der Qualifikationswettbewerb ist für jene Schüler gedacht, die keine Möglichkeit haben, an einem Vorbereitungskurs teilzunehmen. Er wird in einigen Städten abgehalten. Die Regeln sind dieselben wie beim Kurswettbewerb. Die besten Teilnehmer jeder Stadt dürfen ebenfalls zum Regionalwettbewerb.

### Regionalwettbewerb für Fortgeschrittene
Der Regionalwettbewerb für Fortgeschrittene ist der erste Wettbewerb, der in ganz Österreich einheitlich abgehalten wird. Bis 2019 hieß er Gebietswettbewerb. Er findet an drei Orten gleichzeitig statt. Die drei Gebiete sind:
- Österreich Ost: Wien, Niederösterreich, Burgenland in Raach am Hochgebirge
- Österreich Süd: Steiermark, Kärnten in Leibnitz
- Österreich West: Oberösterreich, Salzburg, Tirol, Vorarlberg in Obertraun

Für den Regionalwettbewerb erhalten die Schüler vier Beispiele, für die sie vier Stunden Zeit haben. Es gibt einen Sitzplan; Teilnehmer aus demselben Kurs dürfen während des Wettbewerbs nicht zu nahe beieinander sitzen. Die Siegerehrung erfolgt am nächsten Tag. Dabei wird bekannt gegeben, wer sich für den Bundeswettbewerb qualifiziert hat.

### Bundeswettbewerb
Der Bundeswettbewerb findet in Raach am Hochgebirge statt. Er besteht aus zwei Teilen. Vor jedem Teil gibt es einen speziellen Vorbereitungskurs für alle Teilnehmer an Bundeswettbewerb.
Der erste Teil des Bundeswettbewerbs, früher auch Zwischenwettbewerb genannt, heute als Vorrunde bekannt, dauert vier Stunden und 30 Minuten. Die Teilnehmer erhalten auch hier vier Beispiele. Von den 40 Teilnehmern qualifizieren sich die besten 24 für das Finale des Bundeswettbewerbs.
Der zweite Teil findet etwa zwei Wochen später statt. Der Wettbewerb dauert zwei Tage, an denen die Schüler für jeweils drei Aufgaben vier Stunden und 30 Minuten Zeit haben. Die besten sechs Teilnehmer qualifizieren sich für die Internationale Mathematik-Olympiade, die nächsten sechs, die nicht im Abschlussjahr ihrer Schule sind, für die Mitteleuropäische Mathematik-Olympiade. Vor dem Jahr 2007 gab es keine Mitteleuropäische Mathematik-Olympiade, die Teilnehmer mit den Rängen 7–12 nahmen stattdessen am Österreichisch-Polnischen Mathematikwettbewerb (ÖPMW) teil. Seit 2017 können die vier besten Teilnehmerinnen der Bundeswettbewerb-Finalrunde zusätzlich an der European Girls’ Mathematical Olympiad (EGMO) des darauffolgenden Jahres teilnehmen.

## Junior-Regionalwettbewerbe
In den meisten Bundesländern werden auch Junior-Regionalwettbewerbe abgehalten. Dazu sind nur Schüler bis zur sechsten Klasse berechtigt, die selbst noch nicht an einem solchen Wettbewerb teilgenommen haben. Deshalb trug er früher den Namen Anfängerwettbewerb. Nach dem Kurswettbewerb gibt es nur diesen Bewerb, der jeweils zwei Bundesländer miteinander vereint.